# Contigné

Contigné este o comună în departamentul Maine-et-Loire, Franța. În 2009 avea o populație de 765 de locuitori.